# كالبانا (شركة)
كالپانا (Kalpana, Inc.) كانت شركة مصنعة لمعدات شبكات الكمبيوتر، تأسست في وادي السيليكون  وعملت في أوائل التسعينيات. سمى المؤسسان المشاركان، فينود بهاردواج (رائد أعمال من أصل هندي) ولاري بلير،سميت الشركة على اسم زوجة بهاردواج، كالبانا، والتي تعني "الخيال" باللغة السنسكريتية. تشارلز جيانكارلو، نائب رئيس المنتجات والتطوير المؤسسي في كالبانا، أصبح مديرًا عامًا للشركة وانتقل لاحقًا للعمل في سيسكو وسيلفر ليك (شركة استثمارية).
في عام 1990، قدمت كالبانا أول مبدل إيثرنت متعدد المنافذ، وهو مبدل إيثرنت ذو السبعة منافذ. أدى اختراع مبدل الإيثرنت إلى جعل شبكات الإيثرنت أسرع وأرخص وأسهل في الإدارة. أصبحت محولات الشبكة متعددة المنافذ شائعة، وحلت تدريجيًا محل محاور الإيثرنت في جميع التطبيقات تقريبًا، ومكنت من الانتقال السهل إلى Fast Ethernet بسرعة 100 ميجابت ثم Gigabit Ethernet.
اخترعت كالبانا أيضًا قناة إيثرنت ، الذي يوفر نطاقًا تردديًا أعلى بين المحولات عن طريق تشغيل عدة روابط بالتوازي. هذا الابتكار، الذي يُطلق عليه بشكل عام تجميع الروابط (link aggregation)، تم اعتماده على نطاق واسع في جميع أنحاء الصناعة. كما اخترعت كالبانا مفهوم الشبكة المحلية الافتراضية (Virtual LAN) كنطاقات بث مغلقة، والذي تم استبداله لاحقًا بمعيار 802.1Q.
استحوذت سيسكو سيستمز على كالبانا في عام 1994.

## منتجات
أنتجت شركة كالپانا نموذجين من مبدلات الإيثرنت، هما: EPS-700 وEPS-1500.
|                    | EPS-700              | EPS-1500             |
| ------------------ | -------------------- | -------------------- |
| أعلى عدد للمنافذ   | 7                    | 15                   |
| آلية إعادة التوجيه | التبديل المار مباشرة | التبديل المار مباشرة |
| سعة النقل الفعلية  | 30 ميجابت / الثانية  | 70 ميجابت / الثانية  |
| زمن التأخير        | 40 μs                | 40 μs                |
| ذاكرة مؤقتة        | 256 packets          |                      |